# Nouhaila Sedki
Nouhaila Sedki (en arabe : نهيلة صدقي), née le 29 octobre 1998, est une footballeuse et une futsaleuse internationale marocaine qui évolue au poste de milieu de terrain.

## Biographie
Nouhaila Sedki est originaire de Kénitra et pratique le football depuis son enfance.
Âgée de 13 ans, elle participe au championnat arabe scolaire disputée en septembre 2012 avec la sélection marocaine composée des meilleures joueuses issues du championnat national scolaire. Tournoi qui voit le Maroc décrocher la médaille d'argent.

### Carrière en club
Nouhaila Sedki joue pour les clubs de l'Ittihad Tanger et au Hilal Témara.

### Carrière internationale

#### Maroc -20 ans
Nouhaila Sedki reçoit une première convocation par Mustapha Mouslim en sélection des moins de 20 ans du Maroc pour un rassemblement en août 2017 au Centre sportif de Maâmora. 
En novembre 2017, elle dispute le match aller contre le Nigéria comptant pour le dernier tour des éliminatoires à la Coupe du monde 2018. Durant cette rencontre, c'est elle qui ouvre le score à la 21e minute. Le match se termine à un partout. Mais le Maroc perd le match retour à Benin City (défaite 5-1).

#### Équipe du Maroc A
En octobre 2020, l'équipe A fait appel à elle pour un rassemblement au Centre Mohammed VI de football (Maâmora). Trente joueuse sont sélectionnées à ce stage. Mais elle ne sera pas retenue par Lamia Boumehdi pour le stage qui suit en novembre de la même année où le Maroc dispute deux matchs amicaux au Ghana.

#### Équipe du Maroc futsal
L'équipe nationale futsal féminine voit le jour au cours de la saison sportive 2020-2021. 
Nouhaila Sedki fait partie de la première génération de joueuses de cette sélection. 
Sous la houlette de Hassan Rhouila, elle dispute ses premiers matchs face au Bahreïn à Manama au début du mois de mars 2022. Nouhaila y inscrit par ailleurs son premier but international futsal.

## Statistiques
Les tableaux suivants listent les rencontres de l'équipe du Maroc auxquelles Nouhaila Sedki a pris part :